# Стефан Димитров (кмет)
Стефан Станев Димитров е български офицер, адвокат, политик, кмет на Видин.

## Биография
Роден е на 31 юли 1896 г. във Видин. По време на Първата световна война е офицер в Трети пехотен бдински полк. Награден е с орден „За храброст“, 4-та степен. Попада в плен и е пратен в лагерите „Гросете“ и „Микра“ на френските военни части. След войната завършва Юридическия факултет на Софийския университет. През 1923 г. става член на Демократическия сговор. Започва да редактира местния вестник на партията „Видински демократически сговор“ и в. „Бдин“. От 1926 г. е помощник-кмет на Видин при кмета Симеон Стоицев. В периода 21 април 1927 – 14 март 1929 г. е кмет на Видин. По време на неговия мандат се довършва електрическото осветление на града, пресушават се блата около Видин, построява се сграда на пожарната и градската баня. Умира на 1 април 1941 г..